# Gianni Bui
Gianni Alessio Bui (Serramazzoni, 5 maggio 1940) è un ex calciatore e allenatore di calcio italiano, di ruolo attaccante.

## Carriera

### Giocatore

Bui (in piedi, primo da destra) capitano del Verona nel 1969

Crebbe nelle giovanili della Lazio, sotto la guida di Fulvio Bernardini; esordì non ancora ventenne a Napoli, nelle file della Cirio, in Serie C e si mise presto in luce; l'anno successivo, tornato alla Lazio, esordì in Serie A nel corso del campionato 1960-1961 in occasione del successo esterno (2-5) sul Napoli del 19 febbraio 1961. 
L'anno successivo passò in prestito al Pisa, nuovamente in Serie C, e nel 1962-1963 approdò alla SPAL. Lanciato da Paolo Mazza per sostituire Erwin Waldner e far coppia con Carlos Cezar De Souza e Carlo Novelli come titolare delle formazione ferrarese, iniziò così a giocare con regolarità in A.
Nel 1964 fu acquistato dal Bologna assieme a Muccini ma, a differenza di quest'ultimo, non trovò spazio e venne ceduto, l'anno successivo, al Catanzaro e poi al Verona, contribuendo alla promozione dei gialloblu in A del 1967-1968 con 12 reti. Nel 1968-1969 fu vice-capocannoniere con quindici reti dietro a Riva a pari merito con Anastasi
Passato al Torino nel 1970, vi rimase fino al 1974; nonostante il suo posto continuo  in prima squadra venne poi chiuso dagli emergenti "gemelli del gol" Graziani e Pulici collezionò tuttavia 77 presenze e 20 reti. 
Chiuse la carriera di calciatore dopo due anonime stagioni con Milan e Varese.
In carriera ha totalizzato complessivamente 188 presenze e 48 reti in Serie A e 102 presenze e 45 reti in Serie B.

### Allenatore
Da allenatore ha guidato prevalentemente formazioni delle serie minori, affacciandosi in due sole occasioni in Serie B con Genoa nel 1979 e Venezia nel 1994. Nella stagione 1986-1987 con il Pavia ottiene la promozione in Serie C1, risultato che ripete nella stagione 1988-1989 dove porta il ChievoVerona in Serie C1.

## Palmarès

### Giocatore
- Coppa Italia: 1

Torino: 1970-1971

#### Individuale
- Capocannoniere della Serie B: 1

1965-1966 (18 gol)

### Allenatore
- Campionato italiano Serie C2: 1

Chievo: 1988-1989 (girone B)